# Alexandru Maxim
Alexandru Iulian Maxim (ur. 8 lipca 1990 w Piatra Neamț) – rumuński piłkarz grający na pozycji ofensywnego pomocnika w klubie ligi tureckiej - Gaziantep FK.

## Kariera klubowa
Swoją karierę piłkarską Maxim rozpoczynał w klubach Olimpia Piatra Neamț i Ardealul Cluj. W 2007 roku wyjechał do Hiszpanii i podjął treningi w szkółce piłkarskiej Espanyolu. W sezonie 2009/2010 występował w rezerwach tego klubu w Segunda División B. Z kolei w sezonie 2010/2011 grał w CF Badalona, także w rozgrywkach Segunda División B.
Latem 2011 Maxim przeszedł do Pandurii Târgu Jiu. W nowym zespole swój debiut zanotował 12 września 2011 w wygranym 2:1 domowym meczu z CS Mioveni. 
Od 2017 roku był zawodnikiem klubu 1. FSV Mainz 05. W roku 2020 przeszedł do klubu ligi tureckiej - Gaziantep FK na zasadzie wypożyczenia. Klub postanowił go wykupić.
| Sezon   | Klub                   | Kraj      | Rozgrywki          | Mecze | Bramki |
| ------- | ---------------------- | --------- | ------------------ | ----- | ------ |
| 2009/10 | RCD Espanyol B         | Hiszpania | Segunda División B | 26    | 0      |
| 2010/11 | CF Badalona            | Hiszpania | Segunda División B | 5     | 0      |
| 2011/12 | Pandurii Târgu Jiu     | Rumunia   | Liga I             | 25    | 4      |
| 2012/13 | Pandurii Târgu Jiu     | Rumunia   | Liga I             | 19    | 5      |
| 2012/13 | VfB Stuttgart          | Niemcy    | Bundesliga         | 11    | 1      |
| 2013/14 | VfB Stuttgart          | Niemcy    | Bundesliga         | 29    | 7      |
| 2014/15 | VfB Stuttgart          | Niemcy    | Bundesliga         | 26    | 2      |
| 2015/16 | VfB Stuttgart          | Niemcy    | Bundesliga         | 25    | 1      |
| 2016/17 | VfB Stuttgart          | Niemcy    | Bundesliga         | 25    | 5      |
| 2017/18 | 1. FSV Mainz 05        | Niemcy    | Bundesliga         | 22    | 2      |
| 2018/19 | 1. FSV Mainz 05        | Niemcy    | Bundesliga         | 22    | 1      |
| 2019/20 | Gazişehir Gaziantep FK | Turcja    | Süper Lig          | 7     | 2      |

## Kariera reprezentacyjna
W swojej karierze Maxim rozegrał 3 mecze w reprezentacji Rumunii U-21. W dorosłej reprezentacji zadebiutował 30 maja 2012 w wygranym 1:0 towarzyskim meczu ze Szwajcarią, rozegranym w Lucernie.

## Sukcesy
VfB Stuttgart
- Finalista Puchar Niemiec: 2012/2013